# Gäddtjärnen (Föllinge socken, Jämtland, 705965-143040)
Gäddtjärnen är en sjö i Krokoms kommun i Jämtland och ingår i Indalsälvens huvudavrinningsområde.